# Timothy Hutton
Timothy Tarquin „Tim” Hutton (ur. 16 sierpnia 1960 w Malibu) – amerykański aktor, reżyser i producent.
Laureat Oscara dla najlepszego aktora drugoplanowego w filmie Zwyczajni ludzie (1980).

## Życiorys

### Wczesne lata
Urodził się w Malibu, w stanie Kalifornia jako syn Maryline Poole, nauczycielki / publicystki, i Jima Huttona, aktora. Jego rodzina miała korzenie angielskie, irlandzkie, norweskie i niemieckie. Na planie filmowym pierwszy raz pojawił się w wieku pięciu lat, występując u boku ojca w filmie Nigdy nie jest za późno (Never Too Late, 1965). Uczęszczał do szkoły średniej Fairfax High School w Los Angeles.

### Kariera
Wystąpił w telewizyjnym komediodramacie NBC Zuma Beach (1978) oraz dwóch odcinkach serialu familijnego NBC Cudowny świat Walta Disneya (1972, 1980). 
Rolę życia zagrał jako 20-latek w dramacie Roberta Redforda Zwyczajni ludzie (1980), a za kreację młodego mężczyzny nie potrafiącego się pozbierać psychicznie po tragicznej śmierci brata otrzymał Oscara dla najlepszego aktora drugoplanowego i dwie nagrody Złotego Globu. Nigdy nie udało mu się powtórzyć sukcesu tej roli, ale nadal grał w filmach, a także reżyserował. 
Był przesłuchiwany do roli w komedii Ryzykowny interes (1983), którą ostatecznie zagrał Tom Cruise. Wystąpił w wideoklipie zespołu The Cars do piosenki „Drive” (1984). Był producentem i zagrał jedną z głównych ról w serialu kryminalnym Śledztwo prowadzi Nero Wolfe (A Nero Wolfe Mystery, 2001–2002). W 1989 trafił na Broadway jako Andrew Makepiece Ladd III w sztuce List miłosny (Love Letters), a rok potem grał Petera w Preludium miłości z Mary-Louise Parker.

## Życie prywatne
16 marca 1986 poślubił aktorkę Debrę Winger, z którą ma syna Emmanuela Noaha (ur. 1987). W 1990 doszło do rozwodu. W latach 1990–1992 spotykał się z Mary-Louise Parker, w latach 1995–1996 był związany z Umą Thurman, a w latach 1998–1999 z Angeliną Jolie. 21 stycznia 2000 poślubił Aurore Giscard d’Estaing, bratanicę byłego prezydenta Francji, Valéry’ego Giscarda d’Estainga. Mają córkę Milo (ur. 2002). W 2008 się rozwiedli.

## Filmografia

### Filmy fabularne
- 1965: Nigdy za późno (Never Too Late) jako chłopiec biegnący do ojca
- 1978: Zuma Beach (TV) jako Art
- 1979: Przyjacielski ogień (Friendly Fire, TV) jako John Mullen
- 1980: Zwyczajni ludzie (Ordinary People) jako Conrad Jarrett
- 1981: Szkoła kadetów (Taps) jako Kadet Major Brian Moreland
- 1983: Daniel jako Daniel Isaacson
- 1984: Człowiek z lodowca (Iceman) jako dr Stanley Shephard
- 1985: Turk 182 jako Jimmy Lynch
- 1985: Sokół i koka (The Falcon and the Snowman) jako Christopher Boyce
- 1987: Między niebem a ziemią (Made in Heaven) jako Mike Shea/Elmo Barnett
- 1988: Zdradzeni (Betrayed) jako Żongler
- 1988: Bożyszcze tłumów (Everybody's All-American) jako Donnie „Cake”
- 1989: Wiosenne wody (Acque di primavera) jako Dimitri Sanin
- 1990: Pytania i odpowiedzi (Q & A) jako Aloysius Francis Reilly, zastępca prokuratora okręgowego
- 1993: Bez skrupułów (The Temp) jako Peter Derns
- 1993: Zelda jako F. Scott Fitzgerald
- 1995: Francuski pocałunek (French Kiss) jako Charlie
- 1997: Udając Boga (Playing God) jako Raymond Blossom
- 1999: Córka generała (The General's Daughter) jako pułkownik William Kent
- 1998: Człowiek, który zdradził CIA jako Aldrich Ames
- 2002: Miasto słońca (Sunshine State) jako Jack Meadows
- 2004: Sekretne okno (Secret Window) jako Ted Milner
- 2004: Kinsey jako Paul Gebhard
- 2006: Przypadek Stephanie Daley (Stephanie Daley) jako Paul
- 2006: Mów mi tato (Off the Black) jako pan Tibbel
- 2006: Ostatnie wakacje (Last Holiday) jako Matthew Kragen
- 2007: Mimzy: mapa czasu (The Last Mimzy) jako David Wilder
- 2007: Pokonać samotność (When a Man Falls In The Forest) jako Gary
- 2008: Odbicia (Reflections) jako Tom
- 2009: Pokój śmierci (The Killing Room) jako Crawford Haines
- 2009: Słodka zemsta (Serious Moonlight) jako Ian
- 2013: Więcej niż słowa (Louder than Words) jako Bruce Komiske
- 2015: #Horror jako dr Michael White
- 2017: Wszystkie pieniądze świata (All the Money in the World) jako Oswald Hinge
- 2018: Mój piękny syn (Beautiful Boy) jako dr Brown

### Seriale TV
- 1972: Cudowny świat Walta Disneya (Disneyland)
- 1980: Cudowny świat Walta Disneya (Disneyland)
- 2001–2002: Śledztwo prowadzi Nero Wolfe (A Nero Wolfe Mystery) jako Archie Goodwin
- 2006-2007: Uprowadzeni (Kidnapped) jako Conrad Cain
- 2008-2012: Uczciwy przekręt (Leverage) jako Nathan Ford

## Nagrody
- Nagroda Akademii Filmowej za rolę drugoplanową Conrada 'Cona' Jarretta w dramacie Roberta Redforda Zwyczajni ludzie (Ordinary People, 1980)
- Złoty Glob za debiut i rolę drugoplanową Conrada 'Cona' Jarretta w dramacie Roberta Redforda Zwyczajni ludzie (Ordinary People, 1980)